# Gennes-Val de Loire
Ne pas confondre avec Gennes-Val-de-Loire créée le 1er janvier 2018.
Gennes-Val de Loire était, entre le 1er janvier 2016 et le 31 décembre 2017, une commune nouvelle française située dans le département de Maine-et-Loire, en région Pays de la Loire. Elle est issue de la fusion de cinq des dix communes de la communauté de communes du Gennois. Le 1er janvier 2018, la commune forme avec Les Rosiers-sur-Loire et Saint-Martin-de-la-Place la commune nouvelle de Gennes-Val-de-Loire.

## Géographie
Commune du nord Saumurois, Gennes-Val-de-Loire est un village d’Anjou situé sur la rive gauche et la rive droite de la Loire, qui se trouve sur la route D 751, Saint-Georges-des-Sept-Voies - Chênehutte-Trèves-Cunault[2], au cœur du parc naturel régional Loire-Anjou-Touraine.
Le chef-lieu de la commune nouvelle, Gennes, se situe à l'est du département de Maine-et-Loire.

## Histoire
La commune nouvelle de Gennes-Val de Loire naît de la fusion de cinq des dix communes de la communauté de communes du Gennois, à savoir Chênehutte-Trèves-Cunault, Gennes, Grézillé, Saint-Georges-des-Sept-Voies et Le Thoureil, officialisée par arrêté préfectoral du 5 octobre 2015.

## Politique et administration

### Liste des maires
| Période          | Période          | Identité          | Étiquette | Qualité  |
| ---------------- | ---------------- | ----------------- | --------- | -------- |
| 1er janvier 2016 | 31 décembre 2017 | Jean-Yves Fulneau | DVD       | Retraité |

### Communes déléguées
| Nom                          | Code Insee | Intercommunalité | Superficie (km2) | Population (dernière pop. légale) | Densité (hab./km2) |
| ---------------------------- | ---------- | ---------------- | ---------------- | --------------------------------- | ------------------ |
| Gennes (siège)               | 49149      | CC du Gennois    | 32,52            | 2 254 (2013)                      | 69                 |
| Chênehutte-Trèves-Cunault    | 49094      | CC du Gennois    | 27,61            | 1 031 (2013)                      | 37                 |
| Grézillé                     | 49154      | CC du Gennois    | 17,62            | 621 (2013)                        | 35                 |
| Saint-Georges-des-Sept-Voies | 49279      | CC du Gennois    | 15,22            | 694 (2013)                        | 46                 |
| Le Thoureil                  | 49346      | CC du Gennois    | 11,02            | 444 (2013)                        | 40                 |

## Population et société

### Démographie
L'évolution du nombre d'habitants est connue à travers les recensements de la population effectués dans la commune depuis sa création.

En 2016, la commune comptait 926 habitants.
| 2014  | 2015  | 2016 |
| ----- | ----- | ---- |
| 5 096 | 5 161 | 926  |

## Économie
Il convient de se reporter aux articles consacrés aux anciennes communes fusionnées.

## Culture locale et patrimoine
Il convient de se reporter aux articles consacrés aux anciennes communes fusionnées.